# Les Mains
Les Mains è un cortometraggio muto del 1911 diretto da Émile Chautard e da Victorin-Hippolyte Jasset. Fu uno dei primissimi film interpretati da Josette Andriot che in seguito sarebbe diventata famosa con le sue interpretazioni di donne audaci e d'azione.

## Produzione
Il film fu prodotto dalla Société Française des Films Éclair.

## Distribuzione
In Francia, il film - un cortometraggio di 240 metri - uscì il 10 agosto 1911. L'anno seguente fu presentato anche negli Stati Uniti dove, con il titolo The Hands, venne distribuito dalla Motion Picture Distributors and Sales Company che lo fece uscire in sala l'8 febbraio 1912.
Nelle proiezioni, veniva programmato con il sistema dello split reel, accorpato in un'unica bobina con un altro cortometraggio.